# Unione Sportiva Pontedera 1986-1987
Questa voce raccoglie le informazioni riguardanti l'Unione Sportiva Pontedera nelle competizioni ufficiali della stagione 1986-1987.

## Rosa
| N. |                   | Ruolo | Calciatore              |
| -- | ----------------- | ----- | ----------------------- |
|    | Italia (bandiera) | A     | William Barducci        |
|    | Italia (bandiera) | D     | Stefano Bianconi        |
|    | Italia (bandiera) | C     | Daniele Biselli         |
|    | Italia (bandiera) | D     | Franco Bonfigli         |
|    | Italia (bandiera) | A     | Alessandro Caponi       |
|    | Italia (bandiera) | A     | Maurizio Cavaglià       |
|    | Italia (bandiera) | C     | Riccardo Cini           |
|    | Italia (bandiera) | C     | Mauro De Angelis        |
|    | Italia (bandiera) | P     | Fabrizio Deogratias (I) |
|    | Italia (bandiera) | C     | Luca De Cassai .        |
|    | Italia (bandiera) | C     | Massimiliano Ferrari    |
|    | Italia (bandiera) | D     | Giovanni Fusani         |

| N. |                   | Ruolo | Calciatore               |
| -- | ----------------- | ----- | ------------------------ |
|    | Italia (bandiera) | C     | Massimo Gargani          |
|    | Italia (bandiera) |       | Groppi                   |
|    | Italia (bandiera) | D     | Gian Battista Lombardini |
|    | Italia (bandiera) | A     | Virginio Molteni         |
|    | Italia (bandiera) | P     | Massimiliano Paoli       |
|    | Italia (bandiera) | D     | Giulio Pelati            |
|    | Italia (bandiera) | C     | Pier Giorgio Pini        |
|    | Italia (bandiera) | C     | Renzo Redomi             |
|    | Italia (bandiera) | D     | Enrico Signoroni         |
|    | Italia (bandiera) | D     | Simone Tinucci           |
|    | Italia (bandiera) | A     | Stefano Tosi             |
|    | Italia (bandiera) | C     | Giacomo Zaccaria         |